# Lago de Moka
El lago de Moka (también llamado lago de Biao) es un lago de cráter volcánico en el país africano de Guinea Ecuatorial, específicamente al sur de la isla de Bioko, región insular de esa república. Se eleva a 1.500 metros sobre el nivel del mar, y dista 70 kilómetros de la ciudad capital del país. Recibe su nombre de un antiguo rey local de la etnia ecuatoguineana de los bubis. En la actualidad se trata de un punto turístico y de descanso, además de un área protegida parte de la Reserva científica de la Caldera de Luba.
Posee una superficie estimada en 52,53 hectáreas o 525.320,01 m²  y un perímetro de 2,76 km. Se localiza a unos 4 kilómetros al oeste de la localidad de Moka.